# Cryptogemma eldorana
Cryptogemma eldorana é uma espécie de gastrópode do gênero Cryptogemma, pertencente à família Turridae.